# کایار لمبر
کایار لمبر (استونیایی: Kajar Lember؛ زادهٔ ۱۶ سپتامبر ۱۹۷۶) سیاستمدار و نماینده سابق مجلس اهل استونی است.